# Маскинский, Александр Степанович
Александр Степанович Маскинский (1926—1994) — советский хоккеист с мячом и тренер. Мастер спорта СССР.

## Биография
Познакомился с хоккеем с мячом в Оренбурге в 1939 году.
Участник Великой Отечественной войны, награждён медалью «За боевые заслуги» (26.10.1955).
В 1946 году он получает приглашение в армейский коллектив Свердловска, где и выступает 12 сезонов. Здесь он трижды становится чемпионом СССР, завоёвывает и другие трофеи.
В сезоне 1946/47 года пробует свои силы и в канадском хоккее, выступая за ДО (Свердловск).
В 1958—1970 годах работал главным тренером хоккейной команды «Локомотив» (Оренбург). Под его руководством в 1961 году «Локомотив» стал победителем чемпионата РСФСР среди команд второй группы.
В 1970—1983 годах тренировал футбольную и хоккейную команду «Малахит» (Свердловск).
Скончался 19 октября 1994 года в Екатеринбурге. Похоронен на Северном кладбище.

## Достижения
- Чемпион СССР (3) — 1950, 1953, 1956
- Вице-чемпион СССР (2) — 1951, 1955
- Финалист Кубка СССР (1) — 1953
- Чемпион РСФСР (1) — 1952
- ОбладательКубка РСФСР (2) — 1951, 1952
- Включён в список 22 лучших игроков сезона (1) — 1950